# What's Love Got to Do with It (album)
What's Love Got to Do with It è l'ottavo album da solista di Tina Turner, pubblicato nel 1993. È la colonna sonora del film biografico della cantante Tina - What's Love Got to Do with It, pubblicato dalla Touchstone Pictures nello stesso anno.

## Descrizione
Tina Turner registrò molte delle canzoni che aveva inciso nel periodo di Ike & Tina Turner, compreso il loro primo successo A Fool In Love. L'album include inoltre una cover del brano dei The Trammps Disco Inferno, una canzone che la Turner aveva spesso cantato dal vivo negli anni settanta, ma che non aveva mai registrato su album.
Nel mondo l'album ha venduto oltre un milione di copie.

## Tracce
Edizione europea
1. I Don't Wanna Fight – 6:06 (Lawrie, Lulu, DuBerry)
2. Rock Me Baby (1993 Version) – 3:57 (Josea, King)
3. Disco Inferno – 4:03 (Kersey, Green)
4. Why Must We Wait Until Tonight – 5:53 (Adams)
5. Stay Awhile – 4:50 (Britten, Lyle)
6. Nutbush City Limits (1993 Version) – 4:19 (Turner)
7. (Darlin') You Know I Love You (1993 Version) – 4:27 (King, Taub)
8. Proud Mary (1993 version) – 5:25 (Fogerty)
9. A Fool in Love (1993 Version) – 2:54 (Turner)
10. It's Gonna Work Out Fine (1993 Version) – 2:49 (McCoy, Kinney)
11. Shake a Tailfeather (1993 Version) – 2:32 (Williams, Hayes, Rice)
12. I Might Have Been Queen – 4:20 (West-Oram, Obstoj)
13. What's Love Got to Do with It – 3:49 (Lyle, Britten)
14. Tina's Wish (1993 Version) – 3:08 (Turner, Turner)

Edizione statunitense
1. I Don't Wanna Fight – 6:06 (Lawrie, Lulu, DuBerry)
2. Rock Me Baby (1993 Version) – 3:57 (Josea, King)
3. Disco Inferno – 4:03 (Kersey, Green)
4. Why Must We Wait Until Tonight – 5:53 (Adams)
5. Nutbush City Limits (1993 Version) – 4:19 (Turner)
6. (Darlin') You Know I Love You (1993 Version) – 4:27 (King, Taub)
7. Proud Mary (1993 Version) – 5:25 (Fogerty)
8. A Fool in Love (1993 Version) – 2:54 (Turner)
9. It's Gonna Work Out Fine (1993 Version) – 2:49 (McCoy, Kinney)
10. Stay Awhile – 4:50 (Britten, Lyle)
11. I Might Have Been Queen – 4:20 (West-Oram, Obstoj)
12. What's Love Got to Do with It? – 3:49 (Lyle, Britten)